# Mam tak samo jak ty
Mam tak samo jak ty – zbiór felietonów Doroty Masłowskiej, który został wydany w 2023 w Krakowie przez Wydawnictwo Literackie.
Książka zawiera felietony publikowane przez autorkę „Tygodniku Powszechnym” od jesieni 2020 do jesieni 2022. Teksty dotyczą Warszawy. Masłowska pisze z punktu widzenia osoby przyjezdnej, która osiągnęła już stan osiedlenia. Opisuje takie miejsca jak: targowiska i centra handlowe (m.in. Hale Banacha i Złote Tarasy), lokale gastronomiczne (np. Bar Kawowy Piotruś), lombardy, Żabki, Lidle, Rossmanny, Dworzec Centralny, komunikację miejską.
W książce Masłowska nie gloryfikuje Warszawy, ale też sprzeciwia się osobom narzekającym na nią oraz odcinającym się od niej.
Za opracowanie graficzne wydawnictwa odpowiedzialny był Maciej Chorąży.